# Lucienne Bloch
Lucienne Bloch (Genève, Zwitserland, 5 januari 1909 - Gualala, Verenigde Staten, 13 maart 1999)  was een Amerikaans beeldend kunstenaar, van Zwitserse afkomst. Ze werkte met verschillende media, waaronder: fotografie, glaskunst, olieverf, houtsnijwerk, waterwerf en ze heeft ook fresco's geschilderd. Na haar huwelijk woonde ze samen met haar man in Gualala, Californië, Verenigde Staten.

## Biografie
Hoewel Bloch in Zwitserland is geboren, ze werd opgeleid in Parijs. Het gezin verhuisde in 1917 naar de Verenigde Staten. Na het academische jaar 1924-25 aan de Cleveland School of Art schreef zij zich in 1925 in bij de École nationale supérieure des beaux-arts in Parijs. Hier werd zij ook leerling bij schilder André Lhote en beeldhouwer Antoine Bourdelle.  Aan het einde van de jaren 1920 werkte zij bij Glasfabriek Leerdam. Bloch heeft deze werkplek via haar vader Ernest Bloch verkregen. Vader Bloch ontmoette Glasfabriekdirecteur P.M. Cochius tijdens een reis naar Frank Lloyd Wright en na een gesprek werd besloten om zijn dochter naar Leerdam te sturen om kennis te maken. Al pendelend tussen Berlijn, Leerdam en Parijs werkte zij daar aan verschillende ontwerpen kleinplastiek. Tegelijkertijd werkte ook Cornélie Van Asch van Wijck bij de Glasfabriek, van haar werd een maskerontwerp uitgewerkt. Zij was daar de eerste vrouwelijke glasblazer. Daar heeft zij onder andere mascottes voor op auto’s ontworpen, maar ook verschillende sierobjecten en boekensteunen. Bloch vertrok na korte tijd naar de VS, maar vanuit daar stuurde ze nog meerdere dierontwerpen naar Leerdam die deels voor (hert, kikker, varken, eekhoorn en een bij) en ook deels na de Tweede Wereldoorlog (teckel, eend, olifant, platvis en een krokodil) uitgevoerd werden. Later illustreerde zij ook meerdere kinderboeken.
In de VS ontmoet Bloch het kunstenaarsechtpaar Frida Kahlo en Diego Rivera. Bloch wordt een van hun medewerkers en maakt fotoseries van Rivera die muurschilderingen maakt. Een aantal van deze foto’s zijn gemaakt in het Rockefeller Center in New York. Deze foto’s tonen het kunstwerk Man at the Crossroads dat in 1933 werd gemaakt en in 1934 gesloopt werd, omdat het te socialistisch zou zijn met een portret van Vladimir Lenin erin verwerkt. Nadat ze het werk op foto heeft vastgelegd, is ze zelf ook muurschilderingen gaan maken. Haar werk Cycle of a Woman's Life kreeg de meeste bekendheid, omdat het in een vrouwengevangenis in New York is gemaakt en daar de gevangenen tot een beter leven moest aanzetten. Het werk toonde een vrouw en kinderen in een park, iet wat ook voor de gevangenen haalbaar moest zijn.

## Collecties en tentoonstellingen
In onderstaande musea zijn objecten in de collecties opgenomen en hebben tentoonstellingen met Bloch als onderwerp plaatsgevonden:
- Design Museum Gent
- Drents Museum
- Nationaal Glasmuseum

## Privé

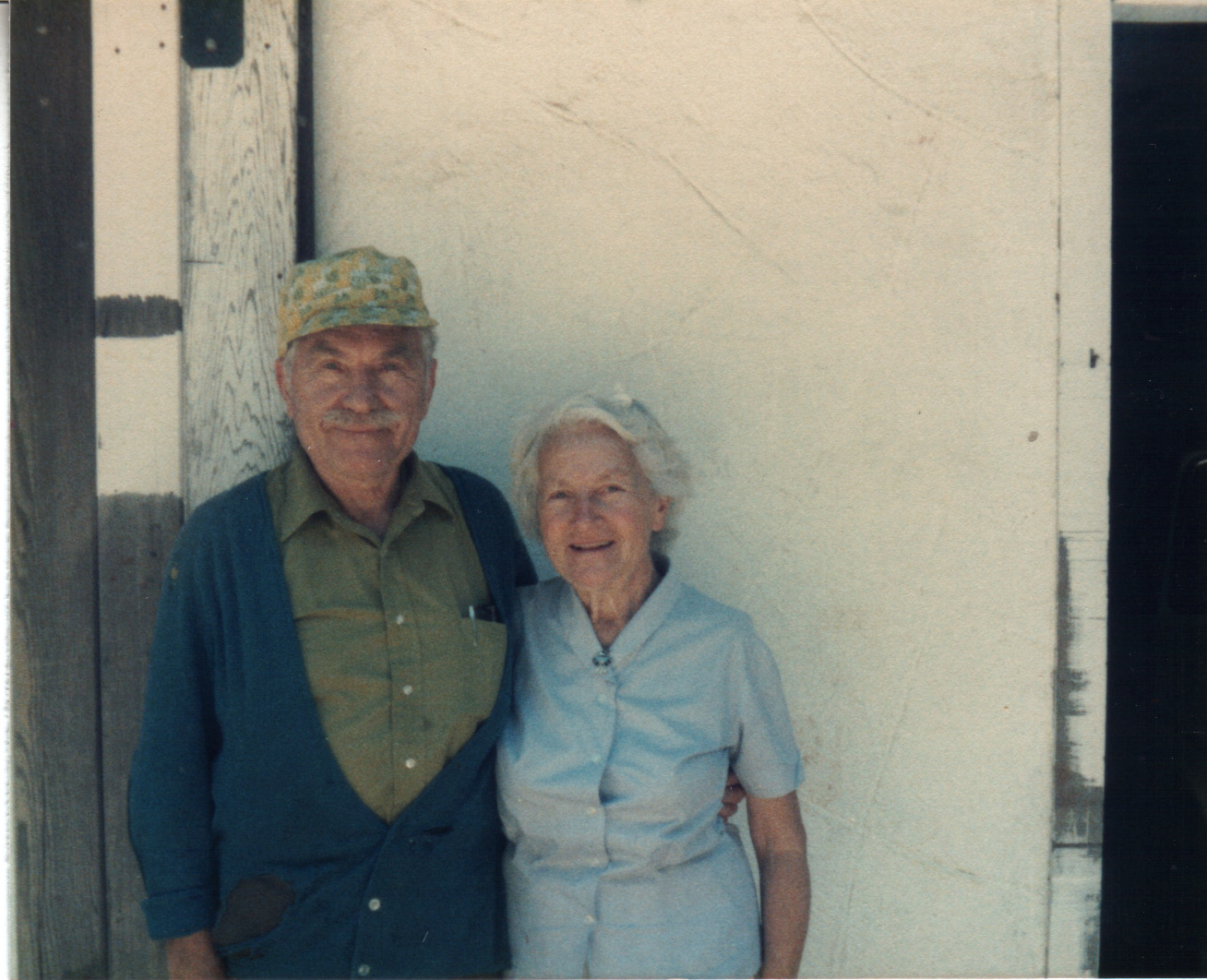
Lucienne Bloch en Stephen Pope Dimitroff in1985 te Gualala

Bloch was de dochter van de Zwitsers-Amerikaanse componist Ernest Bloch. Bloch trouwde in 1936 met Stephen Pope Dimitroff. Hij is enige tijd de hoofdtechnicus van Rivera geweest. Na hun huwelijk heeft het echtpaar Dimitroff 40 jaar samengewerkt aan verschillende muurschilderingen. Samen kregen zij drie kinderen. Onder de kinderen bevindt zich dochter Crystal, vernoemd naar de dochter van P.M. Cochius. Het echtpaar woonde eerst in Flint in de staat Michigan, tijdens de Tweede Wereldoorlog verhuisden ze naar Mill Valley in Californië en in 1948 gingen ze naar hun laatste woonplaats Gualala. Dimitroff overleed daar in 1996, drie jaar later volgde Bloch.
Het echtpaar Dimitroff ging zowel privé als zakelijk met Kahlo en Rivera om. De twee stellen raakten dan ook bevriend met elkaar.